# Alfa Chamaeleontis
Alfa Chamaeleontis (α Cha / α Chamaeleontis) è la stella principale della costellazione del Camaleonte. È una stella bianco-gialla di sequenza principale di classe F5III e si trova ad una distanza di 63,5 anni luce dal sistema solare.
Vista dalla Terra ha una magnitudine apparente di 4,1. vista la sua declinazione è visibile solo dall'emisfero australe e dai luoghi dell'emisfero boreale prossimi all'equatore.
La stella ha un'età stimata di 1,5 miliardi anni, e con una massa una volta e mezzo quella solare ha probabilmente imboccato l'ultima parte della sua permanenza nella sequenza principale.